# Rhodobacteraceae
Rhodobacteraceae é uma família de bactérias gram-negativas da ordem Rhodobacteriales e filo Proteobacteria.

## Gêneros
- Ahrensia
- Albidovulum
- Albirhodobacter
- Amaricoccus
- Antarctobacter
- Catellibacterium
- Citreicella
- Dinoroseobacter
- Haematobacter
- Jannaschia
- Ketogulonicigenium
- Leisingera
- Loktanella
- Maribius
- Marinosulfonomonas
- Marinovum
- Maritimibacter
- Methylarcula
- Nereida
- Oceanibulbus
- Oceanicola
- Octadecabacter
- Palleronia
- Pannonibacter
- Paracoccus
- Phaeobacter
- Pseudorhodobacter
- Pseudovibrio
- Rhodobaca
- Rhodobacter
- Rhodothalassium
- Rhodovulum
- Roseibacterium
- Roseibium
- Roseicyclus
- Roseinatronobacter
- Roseisalinus
- Roseivivax
- Roseobacter
- Roseovarius
- Rubrimonas
- Ruegeria
- Sagittula
- Salipiger
- Silicibacter
- Staleya
- Stappia
- Sulfitobacter
- Tetracoccus
- Thalassobacter
- Thalassobius
- Thioclava
- Yangia